# Los Altos (Burgos)
Pour les articles homonymes, voir Los Altos.
Los Altos est une commune d'Espagne dans la communauté autonome de Castille-et-León, province de Burgos. Elle s'étend sur 139,85 km2 et comptait environ 201 habitants en 2011.